# Witness 'A-3 Center'
Witness 'A-3 Center' è un cortometraggio muto del 1913. Il nome del regista non viene riportato nei credit del film che, prodotto dalla Essanay Film Manufacturing Company, fu interpretato da E.H. Calvert, Ruth Stonehouse, William Bailey, Beverly Bayne e Frank Dayton.

## Trama
Pete Kelly, un consigliere comunale, insulta la sorella di John Phillips che lo butta fuori dal suo locale. Kelly si lamenta con il sovrintendente della fabbrica in cui lavora Phillips e, a seguito di questo, Phillips litiga con il sovrintendente che finisce per licenziarlo. Quella sera, John si reca a teatro, dove passa la serata. Sua vicina di posto è una ragazza alla quale lui cede la poltrona di modo che possa sedersi accanto a un'amica. La sua gentilezza verrà ricompensata perché la giovane gli fornirà un alibi inattacabile quando John verrà accusato dell'omicidio del sovrintendente che viene trovato ucciso.

## Produzione
Il film fu prodotto dalla Essanay Film Manufacturing Company.

## Distribuzione
Distribuito dalla General Film Company, il film - un cortometraggio di una bobina - uscì nelle sale cinematografiche USA il 27 giugno 1913.